# Туапхат
Туапхат (адыг. Туапхат — двойной хребет) — невысокий горный хребет (массив) в северо-западной части Большого Кавказа, проходящий параллельно побережью Чёрного моря юго-восточнее Главного Кавказского хребта. Представляет собой наиболее хорошо сохранившуюся часть первого берегового хребта. На полуострове Абрау его продолжением является Навагирский хребет, южнее Геленджикской бухты (в устье которой он ушёл под воду) его разорванное продолжение прослеживается до мыса Идокопас (село Прасковеевка).

## География
Занимает площадь около 30 км². между Цемесской и Геленджикской бухтами Чёрного моря. Тянется вдоль побережья полуострова Дооб на 13 км параллельно более длинному и высокому хребту Маркотх (В понижении между двумя хребтами проложена трасса Кабардинка—Геленджик). Расположен на территориях, подчинённых городу Геленджик Краснодарского края. Максимальная высота — 458,3 м (без названия). Гора Дооб к северо-западу от центра г. Геленджик — 434,4 м. Хребет прорезают долины 10 рек, крупнейшая из которых — Яшамба — имеет постоянный сток и впадает в Голубую бухту Чёрного моря. Остальные водотоки (Сосновая щель и др.) — временные.
В определённой степени данный хребет, как и соседний более высокий Маркотх защищает черноморское побережье России от вторжений больших масс холодного северного воздуха, но он, конечно, не настолько высок, чтобы препятствовать перемещению влажного черноморского воздуха через перевалы. Поэтому на черноморском побережье массива господствует сухой средиземноморский климат, а большинство осадков выпадает на его склонах в относительно кратковременный зимний период. С мая по сентябрь включительно осадков здесь практически нет: господствует безоблачная и тёплая (часто жаркая) солнечная погода.
Массы холодного воздуха иногда преодолевают Маркотх и Туапхат, обрушиваясь на побережье холодными ветрами (бора), но они не столь суровы как в Новороссийске. Таким образом Туапхат создает несколько микрооазисов тепла, зимние температуры в которых часто выше чем в более южном Туапсе, сильно продуваемом из горного ущелья.
Сложен Туапхат в основном осадочными породами мелового периода: песчаники, известняки, глины. Но основу хребта составляет мергель, идущий также на изготовление цемента.
Как и крымские яйлы, вершина Туапхата относительно плоская и безлесая. По ней, а также по склонам хребта проложены грунтовыe дороги. Хребет является важным объектом местного рекреационного туризма. С конца XX века начинает страдать от застройки, прокладки дорог и прочих видов антропогенной нагрузки.

## Флора и фауна
Склоны хребта покрывают пицундская сосна, дуб, граб, скумпия, кизил, ежевика, шиповник, держидерево и прочие типично средиземноморские ксерофиты и эфемериды. Наличие густого покрова эфиросодержащей хвои на земле создаёт постоянную угрозу лесных пожаров в летне-осенний период, однако местные виды имеют высокий потенциал естественного восстановления. Герпетофауна включает следующие виды: средиземноморская черепаха, средняя ящерица и оливковый полоз. Флору и фауну хребта активно изучает расположенное у его подножия Южное отделение Института океанологии Российской Академии наук.

## История и археология
На плоской вершине хребта обнаружены остатки курганов и могильников племён, населявших данную территорию в древности. Зихи оставили после себя захоронения V—VII вв н. э., с VIII по середину XIX вв. натухайцы и шапсуги при погребениях обычно совершали обряд урнового трупосожжения. Наиболее известен Борисовский могильник — памятник черноморской археологии VI—IX веков. В XIX веке, после массового выезда черкесов в Османскую империю, склоны хребта заселили русские переселенцы, а также греки и армяне из Османской империи.